# 紀元前609年
紀元前609年（きげんぜん609ねん）は、西暦（ローマ暦）による年。紀元前1世紀の共和政ローマ末期以降の古代ローマにおいては、ローマ建国紀元145年として知られていた。紀年法として西暦（キリスト紀元）がヨーロッパで広く普及した中世時代初期以降、この年は紀元前609年と表記されるのが一般的となった。

## 他の紀年法
- 干支 : 壬子
- 日本
  - 皇紀52年
  - 神武天皇52年
- 中国
  - 周 - 匡王4年
  - 魯 - 文公18年
  - 斉 - 懿公4年
  - 晋 - 霊公12年
  - 秦 - 康公12年
  - 楚 - 荘王5年
  - 宋 - 文公2年
  - 衛 - 成公26年
  - 陳 - 霊公5年
  - 蔡 - 文侯3年
  - 曹 - 文公9年
  - 鄭 - 穆公19年
  - 燕 - 桓公9年
- 朝鮮
  - 檀紀1725年
- ユダヤ暦 : 3152年 - 3153年

## できごと

### 中国
- 斉の懿公が殺害され、恵公が衛から迎えられて即位した。
- 莒の太子僕が紀公を殺害し、魯に亡命した。魯の季孫行父は太子僕を追放した。
- 宋で武氏の族が反乱を起こしたが鎮圧され、武氏と穆氏は追放された。

### オリエント
- アッシリア最後の王アッシュル・ウバリト2世が再興を試みるも、新バビロニアとメディアの連合軍がハッラーンを占領し、アッシリアは完全に滅亡。
- エジプト王ネコ2世はアッシリア救援のためシリア・パレスチナへ進軍。
- ユダ王国のヨシヤ王がこれを阻止しようとし、メギドの戦いで戦死。エジプトが勝利し、ユダ王国は従属国となる。
- エジプト軍は一時的にユーフラテス川まで支配を広げるが、新バビロニアの反撃で数年後に撤退。

## 死去
- 魯の文公
- 斉の懿公
- 秦の康公